# Kostel svatého Bartoloměje (Pecka)
Kostel svatého Bartoloměje je římskokatolický kostel v Pecce. Je farním kostelem farnosti Pecka. Je situován severně od centra a je po hradu druhou dominantou městyse. Kostel je chráněn jako kulturní památka.

## Historie
První písemná zmínka o zřejmě dřevěném kostelu sv. Bartoloměje pochází z roku 1384, v roce 1603 byl nahrazen kostelem kamenným. Dnešní barokní podobu dali kostelu kartuziáni z Valdic. Stavba pochází z let 1748-1758, po vnějším okruhu je kostel zdobený kamennou křížovou cestou od Jana Josefa Lederera. Původně byla tato křížová cesta zasazena do hřbitovní zdi, ale po zrušení hřbitova byla vsazena do kostelní zdi. Kostel byl restaurován v letech 1936–1939. Roku 1992 byly do věže zavěšeny dva nové zvony, pořízené ze sbírek místních občanů a přátel ze SRN.

## Architektura
Podélná jednolodní stavba s presbytářem na obdélném půdorysu je řešena v duchu Dienzenhoferovy stavitelské školy. Uplatňují se zde vlivy končícího baroka a počínajícího klasicismu. Jméno stavitele chrámu není známé. Po stranách lodi jsou symetricky umístěny sakristie s oratořemi. Ze západního průčelí vystupuje hranolovitá věž. Centrální vstup je v podvěží.

## Interiér
Iluzivní hlavní oltář, ornamentální malby a fresky ze života patrona kostela na klenbách jsou dílem malíře Václava Prokopa Kramolína. Boční oltáře a kazatelna pocházejí z roku 1722. Hlavní oltář s točenými sloupy byl zhotoven pro původní kamenný kostel v roce 1680. Část vnitřního zařízení sem byla přenesena ze zrušeného kartuziánského kláštera ve Valdicích v roce 1782. Vitrážová okna z roku 1895 znázorňují sv. Václava, sv. Ludmilu, sv. Aloise a sv. Filomenu.

## Okolí kostela
U jižní stěny kostela je pomníček na památku zdejšího rodáka P. Josefa Štemberky, lidického faráře umučeného nacisty.

## Bohoslužby
Bohoslužby se konají v neděli v 8.00 hod., ve čtvrtek v 8.00 hod. a v pátek v 18.00 hod. 

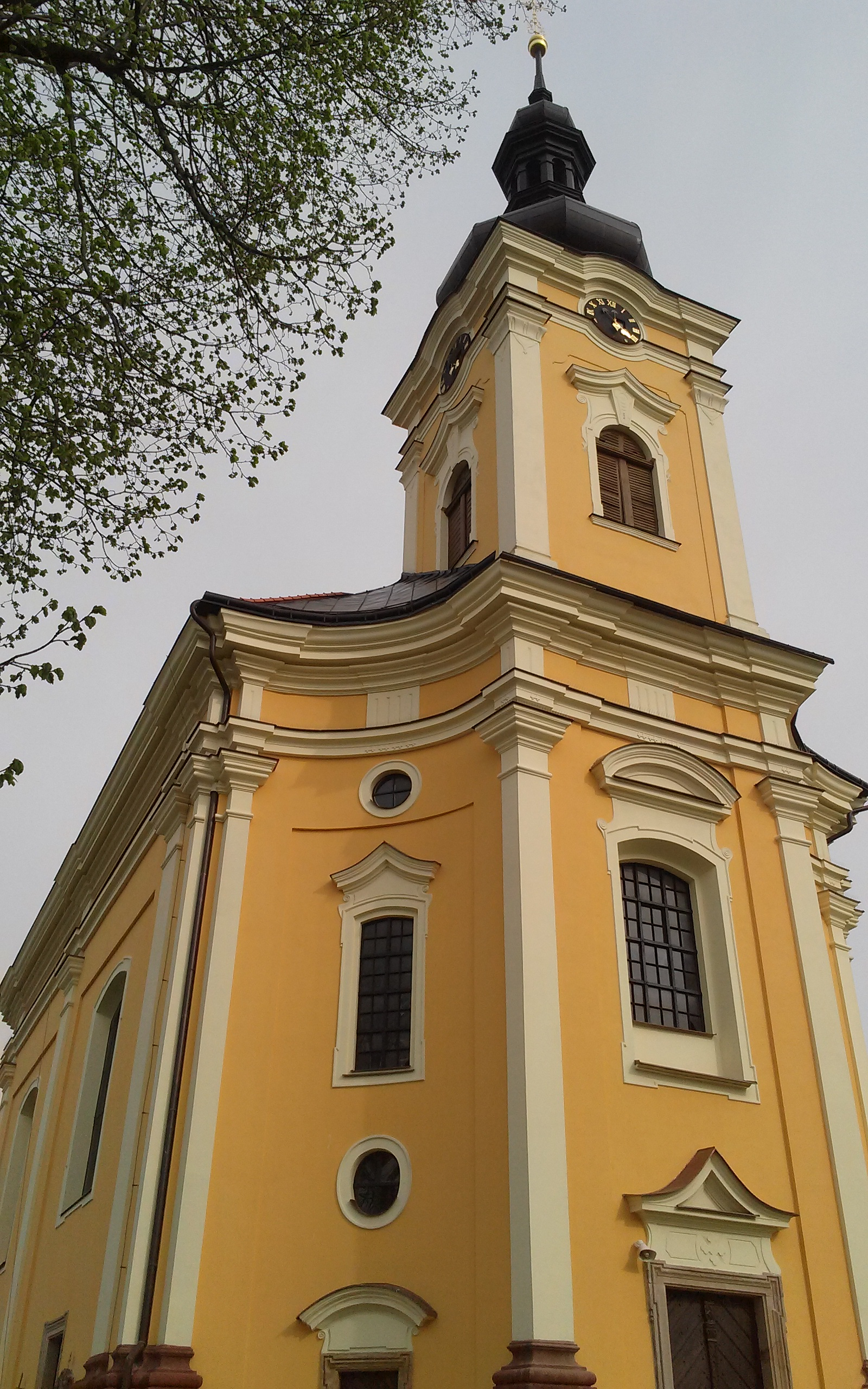
věž kostela
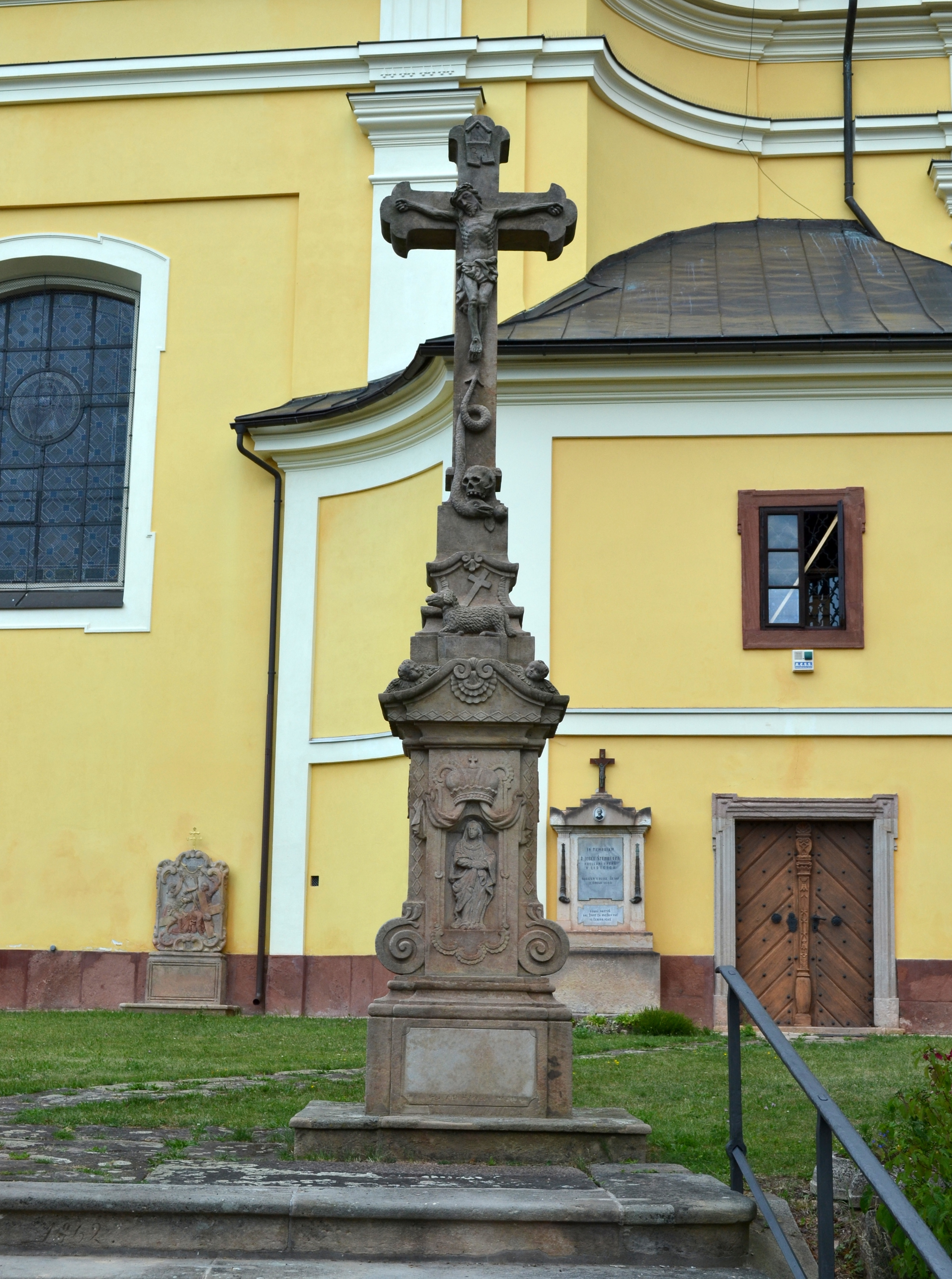
kříž u kostela
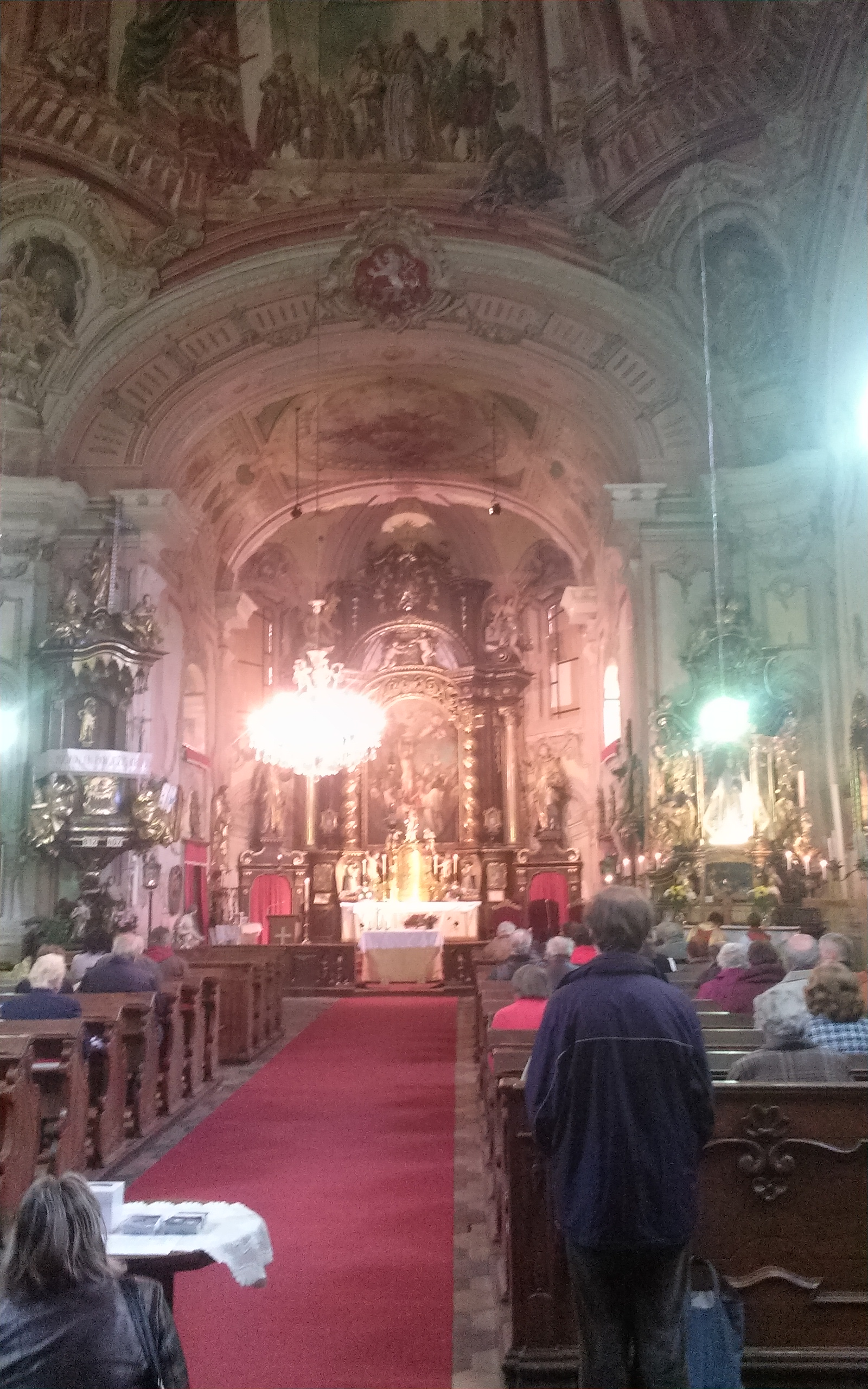
interiér
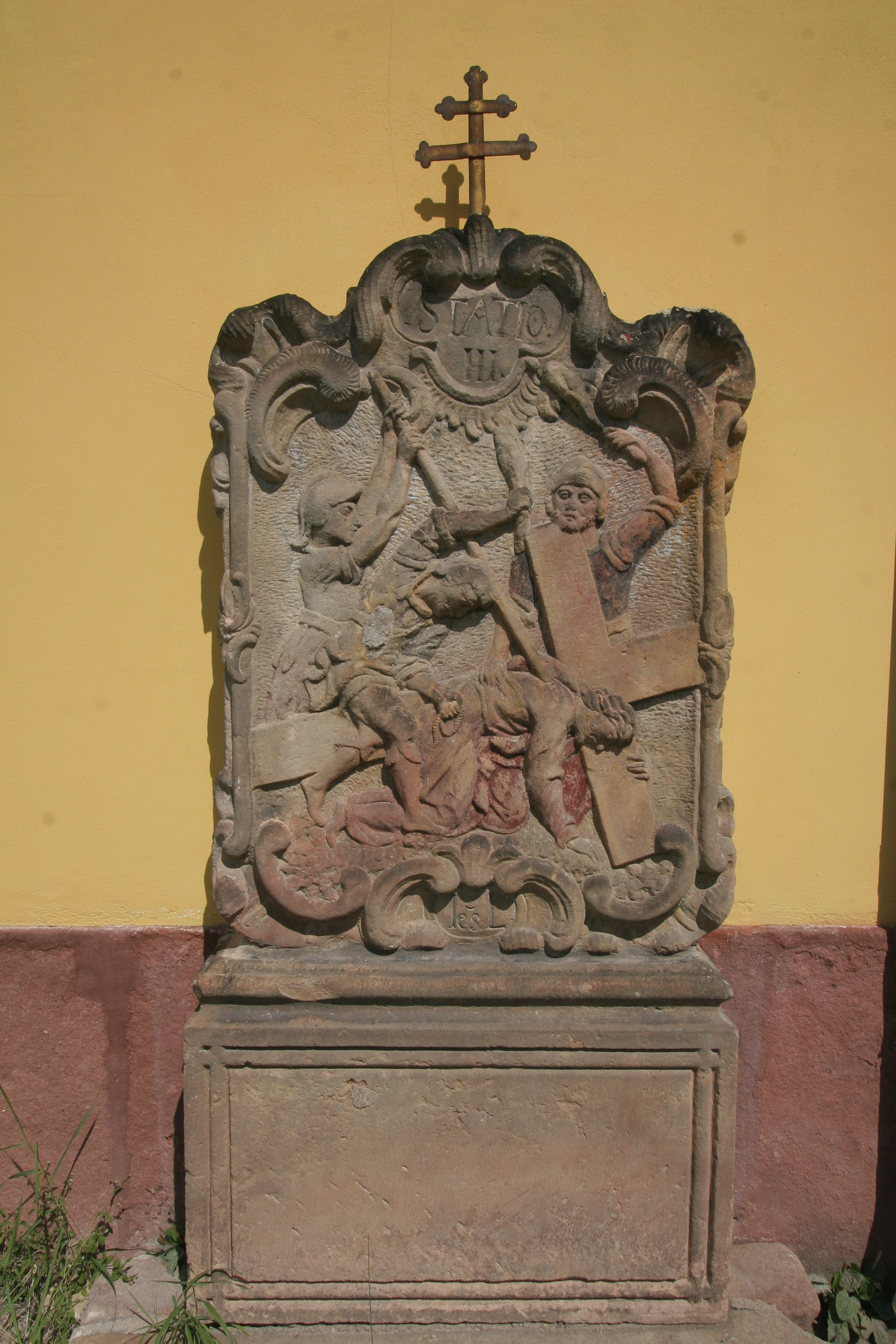
III. zastavení křížové cesty
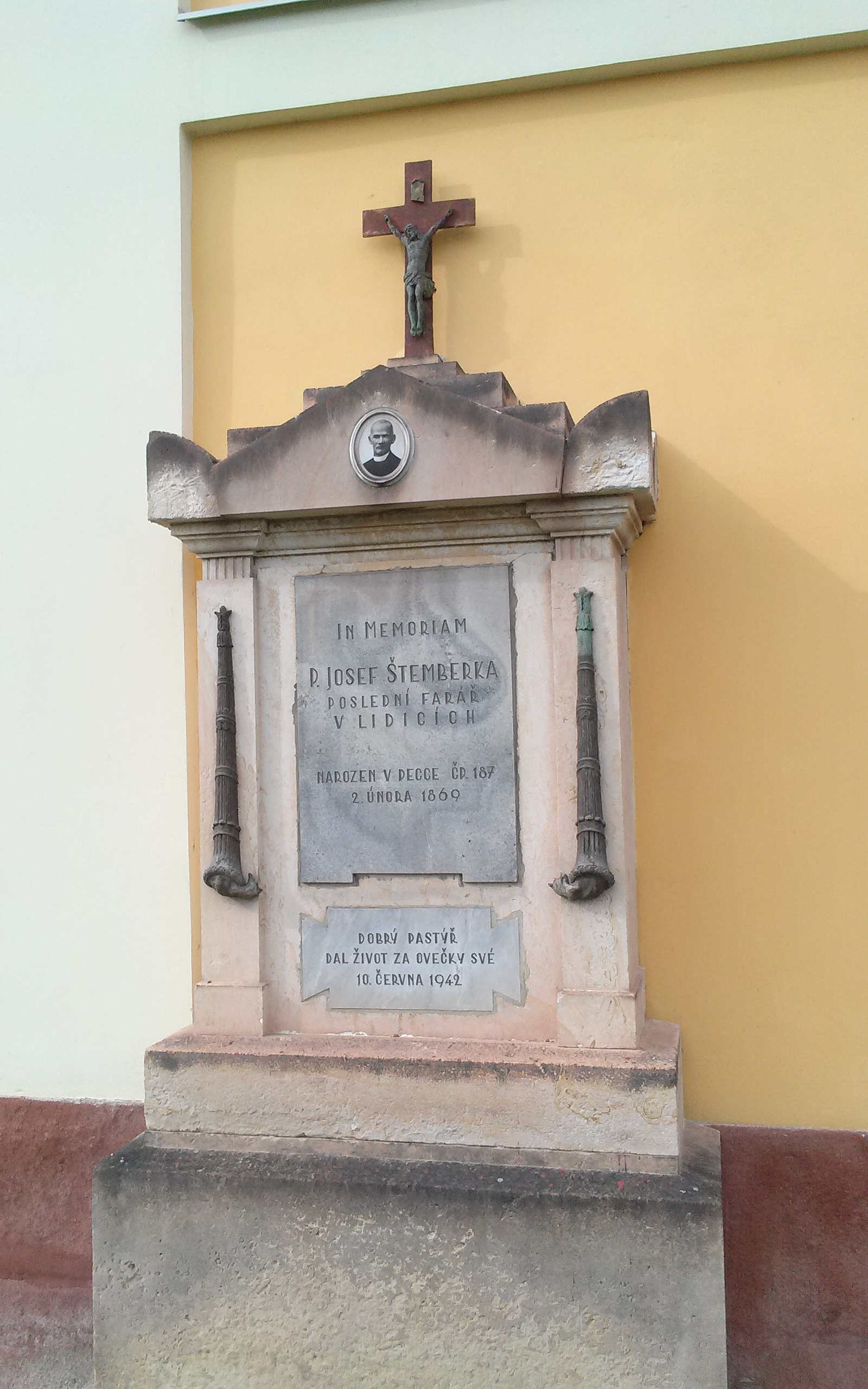
pomník faráře Josefa Štemberky